# Sant Lluís
Sant Lluís è un comune spagnolo di 6 997 abitanti situato nella comunità autonoma delle Baleari, sull'isola di Minorca.